# Ulla Jacobsson
Pour les articles homonymes, voir Jacobsson.
Ulla Jacobsson est une actrice suédoise, née le 23 mai 1929 à Göteborg (Suède), morte le 20 août 1982 à Vienne (Autriche).

## Parcours

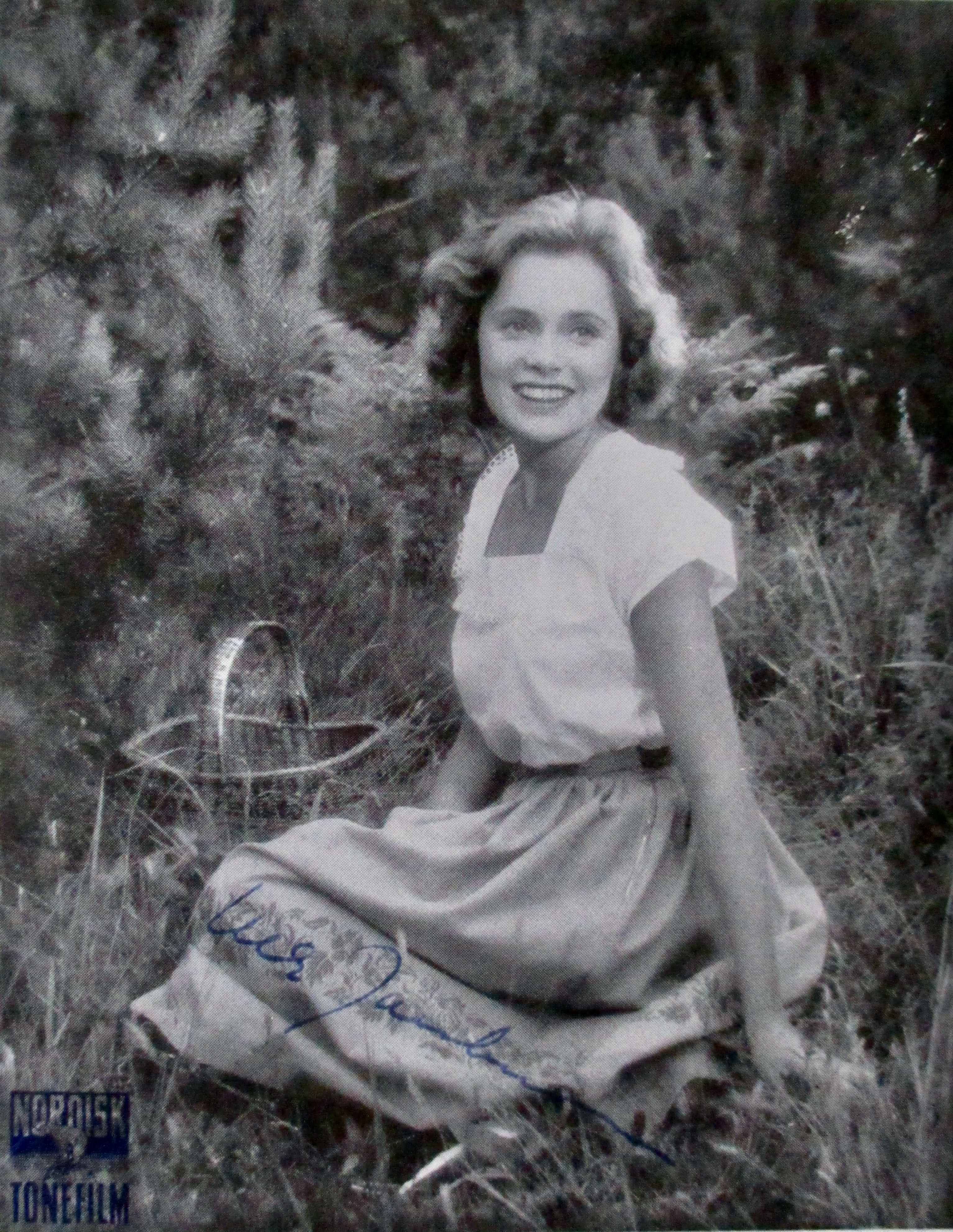
Ulla Jacobsson dans les années 1950.

Après des débuts au théâtre, elle joue au cinéma dans Les mers que nous parcourons (Arne Mattsson). Sa carrière se déroule tout d'abord en Suède avec Toute la joie de la terre, Karin Mandsotter (Alf Sjöberg), Le Trésor d'Arne (Gustaf Molander) et en Allemagne Éternel amour et Le Pieux mensonge. 
Deux films marquent toutefois les débuts de sa carrière : Elle n'a dansé qu'un seul été présenté à Cannes en 1951, qui lance sa carrière puis, en 1955, Sourires d'une nuit d'été d'Ingmar Bergman où elle interprète une jeune bourgeoise mariée à un homme plus âgé. Elle choisit alors une carrière plus internationale qui la conduit en France où elle tourne Crime et châtiment en 1956, en Allemagne avec Comencini et aux États-Unis. Au début des années 1960, les films Le Grand-Duc et l'Héritière (David Swift), les Héros de Télémark (Anthony Mann) et Zoulou n'ajoutent rien à sa notoriété.
Elle revient en France à la fin des années 1960 pour tourner avec Philippe Noiret dans Adolphe ou l'âge tendre puis La Servante. Fassbinder lui donne son dernier rôle dans Le Droit du plus fort en 1975 mais ce film ne relance pas une carrière interrompue par la maladie. Elle meurt en 1982 d'un cancer, quelques jours seulement avant sa compatriote Ingrid Bergman.

## Filmographie

### Au cinéma
- 1951 : Bärande hav : La fiancée de Nisse
- 1951 : Elle n'a dansé qu'un seul été (Hon dansade en sommar) de Arne Mattsson : Kerstin
- 1953 : Tout le bonheur est sur terre (All jordens fröjd) : Lisbet Enarsdotter
- 1954 : Die Heilige Lüge : Lena Larsen
- 1954 : ...und ewig bleibt die Liebe : Marieke
- 1954 : Karin Månsdotter : Karin Månsdotter
- 1954 : Herr Arnes penningar : Elsalill
- 1955 : Der Pfarrer von Kirchfeld : Anna Birkmaier
- 1955 : Sourires d'une nuit d'été (Sommarnattens leende) d'Ingmar Bergman : Anne Egerman
- 1956 : Crime et châtiment de Georges Lampin : Nicole Brunel
- 1956 : Sången om den eldröda blomman de Gustaf Molander : Elli
- 1957 : Les derniers seront les premiers (Die Letzten werden die Ersten sein) de Rolf Hansen : Wanda
- 1958 : La Charrette fantôme (Körkarlen) d'Arne Mattsson : Edit
- 1958 : Les chiens sont lâchés (Unruhige Nacht) de Falk Harnack : Melanie
- 1959 : Llegaron dos hombres : Laura, professeur
- 1959 : Lendemain de week-end (Und das am Montagmorgen) de Luigi Comencini : Delia Mond
- 1960 : Im Namen einer Mutter : Vicky Merlin
- 1961 : Scandale sur la Riviera (Riviera-Story) de Wolfgang Becker : Anja Dahlberg
- 1962 : Un dimanche d'été (Una domenica d'estate) de Giulio Petroni
- 1963 : Le Grand Duc et l'Héritière (Love Is a Ball) de David Swift : Janine
- 1964 : Zoulou (Zulu) de Cy Endfield : Margareta Witt
- 1965 : Les Héros de Télémark (The Heroes of Telemark) de Anthony Mann : Anna Pedersen
- 1965 : Nattmara : Maj Berg
- 1967 : Alle Jahre wieder de Ulrich Schamoni : Lore Lücke
- 1968 : Adolphe ou l'Âge tendre de Bernard Toublanc-Michel : Hélène / Ellénore
- 1968 : Bamse : Vera Berg
- 1970 : La Servante de Jacques Bertrand : Ulla Marbois
- 1974 : Einer von uns beiden de Wolfgang Petersen : Mrs. Kolczyk
- 1975 : Le Droit du plus fort (Faustrecht der Freiheit) de Rainer Werner Fassbinder : La mère d'Eugen

### À la télévision
- 1961 : Naked City (série) : Karen Gunnarson
- 1962 : Donadieu : Judith
- 1963 : Le Virginien ("The Virginian") (série) : Polcia
- 1963 : Ben Casey (série) : Anna Rucheck
- 1964 : Haute Tension ("Kraft Suspense Theatre") (série) : Ursula
- 1972 : Köpmanshus i skärgården, Ett (feuilleton)
- 1973 : Hallo - Hotel Sacher... Portier! (série) : Ingrid Boot
- 1974 : Tatort (série) : Frau Schaarf
- 1978 : Das Ding (feuilleton) : Frau Abend
- 1978 : Liebling, ich bin da : Celia Pears

## Sources
André-Charles Cohen, notice sur sa vie, Universalia 1983, pp.578